# Мужская сборная Ирана по флорболу
Мужская национальная сборная Ирана по флорболу — представляет Иран на международных соревнованиях по флорболу. Управляющей организацией является Ассоциация флорбола Ирана (англ. Iran Floorball Association).

## Результаты выступлений

### Чемпионаты  Азии и Тихоокеанского региона
| Год       | Победы         | Ничьи          | Поражения      | Место          |
| --------- | -------------- | -------------- | -------------- | -------------- |
| 2004—2011 | не участвовали | не участвовали | не участвовали | не участвовали |
| 2012      | 0              | 0              | 4              | 5              |

### Кубок Азии и Океании
| Год  | Победы | Ничьи | Поражения | Место |
| ---- | ------ | ----- | --------- | ----- |
| 2017 | 2      | 0     | 4         | 7     |